# Rey Mysterio
Oscár Guetierrez (født 11. december 1974), bedre kendt som Rey Mysterio er en amerikansk wrestler af mexicansk afstamning, som for tiden arbejder for World Wrestling Entertainment under "Raw" brandet. Han er bl.a tidligere Intercontinental Champion efter at have vundet titlen fra JBL ved WrestleMania XXV. JBL stoppede sin karriere som følge af nederlaget. Mysterio tabte titlen efter at få taget masken af og derefter blive talt ud af Chris Jericho ved Extreme Rules d. 7. juni 2009. Han vandt den dog igen ved The Bash 2009. I en Title VS Mask Match. Først fik Jericho taget masken af ham ,men Mysterio havde en maske mere på. Så brugte Rey sin 619 og derefter en splash pin og vandt.
Ved WrestleMania 22 i maj 2006 vandt Rey Mysterio sin største sejr nogensinde, da han vandt WWE World Heavyweight Titlen i en match mod den forsvarende verdensmester Kurt Angle og Randy Orton. Han har tidligere wrestlet for World Championship Wrestling under navnet Rey Mysterio, Jr., og har tidligere hos WWE vundet deres Cruiserweight Title. 
Da Rey Mysterio vandt World Heavyweight Title blev ordet "heavyweight" strejfet fra titlen, da han ikke er sværvægt. Rey Mysterio wrestlede mod den forrige wwe champion Mike Mizanin, og vandt wwe championship i år 2012. Men han nåede desværre ikke at få glæde af den, da den daværende COO, Triple H, havde lavet en mesterskab samme dag. Det viste sig, at det var John Cena som skulle kæmpe mod Rey Mysterio den samme dag mod. Og desværre tabte Mysterio kampen, og John Cena blev verdensmester igen.  
Rey Mysterio er en meget populær wrestler hos publikum, og er at genkende fra andre WWE-wrestlere, da han bærer en typisk mexicansk luchador-maske. Han er også meget kendt for sit 'finishing move, 619, som også er et af hans øgenavne nemlig "The master of the 619".

## Titler
- World Wrestling Entertainment
  - WWE Intercontinental Championship x2
  - WWE Championship x1
  - World Heavyweight Championship x2
  - WWE Tag Team Championship x4 med Edge, Batista, Eddie Guerrero & Rob Van Dam
  - WWE Cruiserweight Championship x 3
  - WWE Royal Rumble 2006 Vinder

Han skiftede til Raw i 2013